# 渋井哲也
渋井 哲也（しぶい てつや、1969年10月17日 - ）は、日本のライター、ジャーナリスト、ノンフィクション作家。栃木県那須郡出身。まくびー所属。

## 経歴
栃木県立黒磯高等学校を経て、東洋大学法学部を卒業。長野日報社の記者を経て、東洋大学大学院文学研究科教育学専攻博士前期課程を修了。修士論文のテーマは「インターネット（オンライン）における、子どもと若者のコミュニケーションと居場所に関する検討」。
ネットコミュニケーションを研究対象としているが、インターネットやサブカルチャーへの安易な批判に対しては懐疑的である。
「オーマイニュース」では記事執筆と、日替わりでの編集部デスクを務めた。2010年12月より、「渋井哲也オンラインマガジン 「悩み、もがき。それでも...」」（有料メルマガ配信サービス）を発行。

## 著書
- 『僕たちの胸のうち―少年少女が考えた「人を殺す」ということ』ワニブックス、2000年12月。ISBN 978-4847013751。
- 『アノニマス―ネットを匿名で浮遊する人々』情報センター出版局、2001年10月10日。ISBN 978-4795836020。
- 『「田中康夫」研究』ワニブックス、2002年11月。ISBN 978-4847014833。
- 『チャット依存症候群（シンドローム）』教育史料出版会、2003年7月。ISBN 978-4876524358。
- 『出会い系サイトと若者たち』洋泉社〈新書y〉、2003年8月。ISBN 978-4896917512。
- 『ネット心中』日本放送出版協会〈生活人新書〉、2004年2月11日。ISBN 978-4140880999。
- 『男女七人ネット心中―マリアはなぜ死んだのか』新紀元社、2005年1月。ISBN 978-4775303658。
- 『ケータイ・ネットを駆使する子ども、不安な大人―肥大化するインターネット。コミュニケーション装置としての功罪』長崎出版、2005年11月。ISBN 978-4860950972。
- 『気をつけよう！ネット中毒』 第1巻・出会い系サイト、汐文社、2005年11月。ISBN 978-4811380377。
- 『気をつけよう！ネット中毒』 第2巻・ネット事件、有害サイト、汐文社、2005年12月。ISBN 978-4811380384。
- 『気をつけよう！ネット中毒』 第3巻・ネットコミュニケーション、汐文社、2006年1月。ISBN 978-4811380391。
- 『ウェブ恋愛』筑摩書房〈ちくま新書〉、2006年10月。ISBN 978-4480063281。
- 『明日、自殺しませんか―男女7人ネット心中』幻冬舎、2007年2月。ISBN 978-4344409088。
- 『若者たちはなぜ自殺するのか』長崎出版、2007年4月。ISBN 978-4860951931。
- 『子どものためのパソコン・IT用語事典』汐文社、2007年8月。ISBN 978-4811384245。
- 『絶対弱者―孤立する若者たち』長崎出版、2007年11月23日。ISBN 978-4860952174。
- 『気をつけよう！ゲーム中毒』 第1巻・テレビ・ケータイゲーム、汐文社、2007年11月。ISBN 978-4811384306。
- 『気をつけよう！ゲーム中毒』 第2巻・オンラインゲーム、汐文社、2007年11月。ISBN 978-4811384313。
- 『気をつけよう！ゲーム中毒』 第3巻・ゲームの楽しさと危険、汐文社、2007年12月。ISBN 978-4811384320。
- 『学校裏サイト―進化するネットいじめ』晋遊舎、2008年4月5日。ISBN 978-4883807482。
- 『気をつけよう！ケータイ中毒』 第1巻・ケータイ依存、汐文社、2008年11月。ISBN 978-4811385341。
- 『気をつけよう！ケータイ中毒』 第2巻・学校裏サイト、汐文社、2008年12月。ISBN 978-4811385358。
- 『気をつけよう！ケータイ中毒』 第3巻・安全な使い方、汐文社、2009年1月。ISBN 978-4811385365。
- 『実録・闇サイト事件簿』幻冬舎〈幻冬舎新書〉、2009年5月17日。ISBN 978-4344981232。
- 『解決！学校クレーム』河出書房新社、2009年6月12日。ISBN 978-4309244792。
- 『気をつけよう!薬物依存』 第1巻・乱用と依存、汐文社、2010年11月。ISBN 978-4811387529。
- 『気をつけよう!薬物依存』 第2巻・身近にひそむ危険、汐文社、2010年12月。ISBN 978-4811387536。
- 『気をつけよう!薬物依存』 第3巻・対処と取り組み、汐文社、2011年1月。ISBN 978-4811387543。
- 『3.11絆のメッセージ : 世界から届いたエールと被災地のいま』東京書店、2011年6月。ISBN 978-4885743115。
- 『3.11噂と真実 : 誰も書かなかった一年（スコラムック）』スコラマガジン、2012年4月。ISBN 978-4902307399。
- 『震災以降 : 終わらない3.11--3年目の報告:東日本大震災レポート「風化する光と影 2」』三一書房、2014年4月。ISBN 978-4380149009。
- 『復興なんて、してません : 3・11から5度目の春。15人の"いま"』第三書館、2015年4月。ISBN 978-4807415007。
- 『絆って言うな! : 東日本大震災-復興しつつある現場から見えてきたもの』皓星社、2016年10月。ISBN 978-4774406220。
- 『命を救えなかった : 釜石・鵜住居防災センターの悲劇』第三書館、2017年3月。ISBN 978-4807416011。
- 『ルポ平成ネット犯罪(ちくま新書1434)』筑摩書房、2019年9月。ISBN 978-4480072528。
- 『学校が子どもを殺すとき : 「教える側」の質が劣化したこの社会で(論創ノンフィクション001)』論創社、2020年6月。ISBN 978-4846019198。

## 出演

### テレビ番組
- 〜裏ネタワイド〜 DEEPナイト （テレビ東京系列)
- ホンマでっか!?TV（フジテレビ）[5]
- ビートたけしのTVタックル(テレビ朝日)